# Заворотнюк, Валентина Борисовна
Валенти́на Бори́совна Заворотню́к (род.  28 августа 1943, Арзамас) — советская и российская театральная актриса

, народная артистка Российской Федерации (1993).

## Биография
Валентина Заворотнюк родилась 28 августа 1943 года в Арзамасе, в семье военного. Начала играть на сцене в 13-летнем возрасте. Окончила ГИТИС, курс Анатолия Эфроса, после чего переехала в Астрахань по приглашению местного ТЮЗа.
В 2008 году впервые снялась в кино, сыграв директора серпентария в восьмисерийном фильме «Завещание ночи».
В настоящее время проживает в Москве.

## Семья
- Супруг — Юрий Андреевич Заворотнюк (09.01.1945 — 01.10.2014)[2], телережиссёр.
  - Сын — Святослав Юрьевич Заворотнюк (29.09.1965 — 17.01.2018) — телережиссёр, режиссёр монтажа.
    - Внучка — Полина[3].

  - Дочь — Анастасия Юрьевна Заворотнюк (03.04.1971 — 29.05.2024) — актриса, телеведущая, заслуженная артистка России.
    - Внуки — Анна Стрюкова (род. 14 января 1996), Майкл Стрюков (род. 13 июля 2000), Мила Чернышёва (род. 21 октября 2018).
      - Правнук — Марсель (род. 02 апреля 2025)[4].

## Фильмография
- 2008 — «Завещание ночи».

## Награды и премии
- Заслуженная артистка РСФСР (29.11.1978)
- 1993 — Народная артистка России — за большие заслуги в области театрального искусства[1].